# Federation of European Securities Exchanges
Die Federation of European Securities Exchanges AISBL (FESE; deutsch: Vereinigung Europäischer Börsen) ist eine Vereinigung ohne Gewinnerzielungsabsicht der Wertpapierbörsen in der Europäischen Union und vertritt die Betreiber der europäischen regulierten Märkte (sowie deren Marktsegmente wie die Märkte für Aktien, aber auch deren finanzielle Ableitungen und die Energie- und Gebrauchsgutableitungen wie etwa Clearinghäuser).

## Hintergründe
Das Sekretariat der Vereinigung ist in Brüssel ansässig; Präsident der Vereinigung ist Jukka Ruuska, der auch der Präsident von OMX ist.
Die Vereinigung europäischer Börsen wurde 1974 als kleines Forum der Börsen in Europa gegründet und hat heute 25 vollwertige Mitglieder, beinahe 40 Wertpapierbörsen und Clearinghäuser aus allen Ländern der EWU sowie Island, Norwegen und der Schweiz, sowie einige entsprechende Mitglieder aus anderen Nicht-EU-Ländern. Die FESE kooperiert mit europäischen Regulierern und Depotbankorganisationen und arbeitet eng mit der European Association of Central Counterparty Clearing Houses (EACH), der europäischen Vereinigung von Clearinghäusern, zusammen.
Neben der FESE existiert auf globaler Ebene die World Federation of Exchanges (WFE), die die Interessen der Börsen weltweit vertritt.

## Mitglieder
- Athens Stock Exchange (ATHEX)
- Börse Stuttgart
- Bratislava Stock Exchange (BSSE)
- Bucharest Stock Exchange (BVB)
- Budapest Stock Exchange (BSE)
- Bulgarian Stock Exchange (BSE)
- Cyprus Stock Exchange (CSE)
- Deutsche Börse Group
- Euronext
- ICE Futures
- Luxemburg Stock Exchange (LSE)
- Malta Stock Exchange (MSE)
- NASDAQ
- SIX Group
- Warsaw Stock Exchange (GPW)
- Wiener Börse
- Zagreb Stock Exchange (ZSE)

### Angegliedertes Mitglied
- Tel-Aviv Stock Exchange